# (11061) Lagerlöf
(11061) Lagerlöf ist ein Asteroid des mittleren Hauptgürtels, der vom deutschen Astronomen Freimut Börngen am 10. September 1991 an der Thüringer Landessternwarte Tautenburg (IAU-Code 033) entdeckt wurde.
In einer früheren Ausgabe der Datenbank AstDyS-2 wurde eine Zugehörigkeit zur Henan-Familie veröffentlicht, einer Gruppe von Asteroiden, die nach (2085) Henan benannt ist. Mitglieder dieser Familie haben in der SMASS-Klassifikation die Spektralklasse L. In neueren Ausgaben wird keine Henan-Familie mehr definiert.
Die Bahn von (11061) Lagerlöf wurde 1999 gesichert, so dass eine Nummerierung vergeben werden konnte. Der Asteroid wurde am 24. Januar 2000 auf Vorschlag von Freimut Börngen nach der schwedischen Schriftstellerin Selma Lagerlöf (1858–1940) benannt, die 1909 als erste Frau mit dem Nobelpreis für Literatur ausgezeichnet wurde. Nach Selma Lagerlöf war schon 1985 ein Venuskrater auf der nördlichen Venushemisphäre benannt worden: Venuskrater Lagerlöf.